# Kalligone-Roman
Der Kalligone-Roman ist ein in zwei Papyrus-Fragmenten überlieferter antiker Roman in griechischer Sprache. Eines der Fragmente ist unveröffentlicht, das andere (PSI VIII 981) wird auf das 2. Jahrhundert datiert. Darin kommt die Protagonistin Kalliope verzweifelt in das Zelt eines Eubiotos. Ihr Schmerz scheint durch eine Nachricht über das Schicksal eines Eraseinos verursacht zu sein. Sie sucht ihr Schwert, doch Eubiotos hat es ihr schon abgenommen. Aufgrund des Namens Eubiotos und einer Erwähnung der Sauromaten wird eine Beziehung zu Lukinas Toxaris vermutet.